# Krečiv
Krečiv (Кречів; in polacco Krzeczów; in russo Кречев?, Krečev) è un centro abitato dell'Ucraina, sito nel distretto di Ivanyči.